# Smooth 91.5
«Smooth 91.5» — коммерческая радиостанция, расположенная в Мельбурне, штат Виктория, Австралия.
Станция принадлежит компании Nova Entertainment вместе с ее сестринской станцией Nova 100. В настоящее время на ней звучат песни разных лет, начиная с конца 1950-х  и до наших дней.

## История
Станция, изначально называвшаяся Vega, начинала с музыкального и разговорного формата, но в 2006 году перешла на музыкальный формат. В 2010 году ее формат стал "классическим роком", в котором играли преимущественно рок-артисты 70-х и 80-х годов, и был ориентирован на слушателей 35-54 лет, что сделало бы ее конкурентами Gold 104.3 и Triple M. После несколько шаткого начала станция, казалось, медленно, но стабильно росла и в то время насчитывала около 400 000 слушателей (AC Nielsen Official Survey 6 в 2009 году).
В конце 2009 года Vega перешла на модель без дикторов, за исключением утреннего шоу Дико и Дэйва, в результате чего очень большое внимание было уделено музыке после 9 утра. С 12 марта 2010 года Элис Купер начал вести ночные передачи на станции.
12 марта 2010 года бренд Vega был упразднен, и станция была перезапущена в новом формате "Классический рок 91,5", чтобы противостоять станции "классических хитов" Gold 104,3 и современной активной рок-станции Triple M. DMG Radio Australia объявила о смене бренда Vega, поскольку станция с трудом держалась даже на нижних строчках рейтингов как в Мельбурне, так и в Сиднее. По словам генерального директора Кэти О'Коннор, при создании новых станций DMG требовалась "простая, сфокусированная музыкальная концепция, которая привлекала бы аудиторию 35-54 лет".
21 мая 2012 года станция вновь подверглась ребрендингу, получив новый формат и название "smoothfm 91.5".
В мае 2012 года было объявлено, что Майкл Бубле станет лицом smoothfm. Позже он был снят с эфира и заменен на Сэма Смита
В марте 2017 года smoothfm 91.5 впервые стала FM-станцией номер 1 с долей аудитории в 9,4 %. По состоянию на апрель 2018 года рейтинг станции составляет 10,3 %.
В январе 2023 года smoothfm 91.5 переехала из студии на 678 Victoria Street, Richmond (вместе с родственной станцией Nova 100) на 257 Clarendon Street, South Melbourne. Ранее эти студии занимала станция Triple M компании Southern Cross Austereo.